# Robin Philpot
Robin Philpot, né à Thunder Bay en Ontario au Canada en 1948, est un journaliste et un essayiste québécois d'origine ontarienne. Auteur de plusieurs ouvrages controversés, il a notamment publié Ça ne s'est pas passé comme ça à Kigali en 2003 et Les Secrets d'Option Canada, en collaboration avec Normand Lester. Il a été le candidat du Parti québécois dans la circonscription de Saint-Henri—Sainte-Anne lors de l'élection générale québécoise de 2007.

## Biographie
Philpot est né à Thunder Bay (Ontario) où son père Roderick Philpot, agent immobilier et assureur, était conseiller municipal de la ville de Fort William. 
Il est le frère de l'avocat John Philpot, qui a entre autres assuré la défense du capitaine Ildephonse Nizeyimana, et de Jean-Paul Akayesu tous les deux condamnés pour crimes de génocide et crimes contre l'humanité par le Tribunal pénal international pour le Rwanda (TPIR).
Après avoir complété des études en lettres et en histoire à l'Université de Toronto, Philpot enseigne l'anglais et l'histoire en Afrique durant près de trois ans (dont deux au Burkina Faso). En 1974, il s'établit au Québec où il travaille comme traducteur et rédacteur pour diverses organisations publiques et privées dans le domaine des communications.
En 1991, Philpot publie un premier essai polémique sur la crise amérindienne d'Oka. L'objectif central de l'ouvrage est de montrer comment la crise d'Oka aurait servi à reconstituer l'unité canadienne à la suite de l'échec des accords du Lac Meech. Il suggère que les médias canadiens anglais auraient tiré profit du conflit pour renforcer l'hostilité du Canada anglais envers les Québécois, accusés de refuser aux autochtones l'autonomie de leur territoire. 

### Un souverainiste d'origine ontarienne
Cet ouvrage marque clairement les positions politiques de Philpot qui, malgré ses origines ontariennes, est devenu un militant souverainiste convaincu. En 1999, il devient le directeur des communications de la société Saint-Jean-Baptiste de Montréal. Il renouvelle son engagement avec la publication en 2005 d'un essai intitulé Le Référendum volé, ouvrage polémique lié au scandale des commandites qui s'inscrit dans la lignée des travaux de Normand Lester.
Ses publications font régulièrement la manchette au Canada. En 2004, il a remis en question la vérité du témoignage de Roméo Dallaire au Rwanda.  
En plus des controverses suscités par Ça ne s'est pas passé comme cela à Kigali, Philpot a également mis au jour un scandale politique lié aux agissements d'Option Canada, un organisme privé financé par le gouvernement du Canada qui est intervenu contre le projet souverainiste durant la campagne référendaire de 1995. Les révélations de Lester et Philpot ont mené à la création d'une commission d'enquête, menée par le juge à la retraite Bernard Grenier. Dans son rapport, publié le 29 mai 2007, le juge Grenier conclut qu' « Option Canada et le Conseil pour l’unité canadienne ont dépensé illégalement environ 539 000 $ durant la période référendaire d’octobre 1995 ».

### Publications et prises de position sur le Rwanda et mise en cause pour négationnisme
En 2003 Robin Philpot publie Ca ne s'est pas passé comme cela à Kigali. Dans ce livre, il affirme que la « version généralement acceptée est archi-fausse », la qualifie de « fable », de « légende », et entend la remettre en cause au cours de chapitres consacrés à des essayistes ou journalistes qui ont écrit sur les événements, et dont il critique les propos, comme Colette Braeckman, Gil Courtemanche, Philip Gourevitch, Carole Off. Le livre comprend également un chapitre consacré à Jean-Paul Akayesu, condamné par le TPIR pour crime de génocide, notamment pour avoir supervisé directement l'assassinat de 2000 tutsis. Dans un des chapitres du livre, il pose la question « Y a-t-il eu un génocide? » et cite une série d'interlocuteurs qui tous mettent en doute le génocide des Tutsi au Rwanda. 
Le livre, qui a été traduit en anglais et en allemand, a suscité dès sa parution de nombreuses réactions au Canada et ailleurs, aussi bien de spécialistes du Rwanda que de victimes du génocides et de journalistes, notamment lors de la candidature de M. Philpot aux élections législatives.
Selon l'historien Jean-Pierre Chrétien, spécialiste du Rwanda, l'auteur ne cache pas son « orientation négationniste », et adopte une « ligne qui consiste à nier la dimension raciste anti-tutsi qui est le nerf du génocide ».  
L'anthropologue québécois Pierre Trudel indique quant à lui : « Philpot se contente d'évoquer le fait qu'une armée étrangère, soit des Tutsis intégrés à l'armée ougandaise, a commis le pire crime, soit envahir un pays indépendant et assassiner son président. C'est ce qui aurait entraîné le génocide. Il ne dit cependant pas mot de ce qui est essentiel pour comprendre le génocide et le contexte rwandais : après avoir été erronément définis comme constituant une race par les colonisateurs belges, les Tutsis seront qualifiés par les idéologues rwandais du génocide de race étrangère qu'il faut éliminer pour qu'ils ne reviennent plus. »[réf. nécessaire]
Le 6 avril 2004 (dixième anniversaire du génocide), Philpot participe à une rencontre organisée à Paris par la Fédération européenne des associations rwandaises, dirigée par des responsables politiques hutus, associée à Africa International, en compagnie de Charles Onana, journaliste indépendant, lui aussi auteur d'ouvrages controversés sur le Rwanda, et responsable des éditions Duboiris qui ont publié le livre. Commentant cet événement, le journaliste Christophe Ayad écrit dans Libération que des auteurs négationnistes ont participé au colloque. 
Onana et Philpot portent plainte pour diffamation. Ils sont déboutés en première instance puis en appel[réf. nécessaire]. 
En 2007, il publie un deuxième ouvrage sur le sujet, Rwanda. Crimes, mensonges et étouffement de la vérité. Si le livre ne nie aucunement qu'un nombre très important de Tutsis ont été massacrés au Rwanda, il soutient que l’utilisation abusive du terme « génocide rwandais » a servi à masquer les crimes commis par le Front patriotique rwandais (FPR) de Paul Kagame,.

### Affaire Philpot
Au cours de la campagne électorale de mars 2007, l'ouvrage de Philpot sur le génocide des Tutsi au Rwanda (Ça ne s'est pas passé comme ça à Kigali) est à nouveau évoqué par les médias québécois, notamment par La Presse, qui a publié des manchettes, et des éditoriaux assimilant la position de l'essayiste à du négationnisme. Les articles ont embarrassé le chef péquiste André Boisclair, qui s'est d'abord dissocié des propos de son candidat, pour ensuite le défendre. 
Certains intellectuels québécois, dont le chroniqueur littéraire du Devoir, Louis Cornellier ont condamné « la chasse aux sorcières, orchestrée par le journal "La Presse", dont a été victime le candidat péquiste », ajoutant qu'elle était « disgracieuse et injustifiée ».
Le 26 mars 2007, Philpot termine deuxième dans la circonscription de Saint-Henri—Sainte-Anne, derrière la candidate libérale Marguerite Blais, qui l'emporte avec une majorité de 2 753 voix.

### Autres allégations
Philpot a par ailleurs porté des accusations contre les Canadiens William Schabas, Hélène Pinske, André Paradis et Louise Arbour pour avoir pris part dans la rivalité entre USAFRICOM et la Françafrique[réf. nécessaire]. Il allègue aussi que la personne de Michaëlle Jean a servi à légitimer l'évacuation du président Jean-Bertrand Aristide[réf. nécessaire].

## Publications
- 1991 : Oka : dernier alibi du Canada anglais, préface de Francine Lalonde, Montréal, VLB Éditeur, Études québécoises (réed 2000
- 2004 : Ça ne s'est pas passé comme ça à Kigali, Montréal, Les Intouchables, 2003. Édité en France sous le même titre: Paris, Éditions Duboiris, collection « Monde imparfait » [19]
- 2005 : Le Référendum volé, Montréal, Les Intouchables
- 2005 : Avec Normand Lester. Les Secrets d'Option Canada, Montréal, Les Intouchables
- 2007 : Rwanda. Crimes, mensonges et étouffement de la vérité, Montréal, Les Intouchables
- 2008 : Derrière l'État Desmarais: POWER, Montréal, Les Intouchables.

## Distinctions
Robin Philpot s'est vu décerner le titre de Patriote de l'année 2015-2016 par la SSJB.